# Hestnes, Rogaland
Hestnes är en tidigare tätort i Eigersunds kommun i Rogaland fylke i sydvästra Norge. Orten ligger vid änden av fylkesväg 4280, vid sidan av fylkesväg 44, söder om staden Egersund.
Sedan 2008 räknas bebyggelsen i orten som en del av tätorten Egersund.